# Kiss Kiss Bang Bang
Kiss Kiss Bang Bang (br Beijos e Tiros) é um filme estadunidense de 2005 dirigido por Shane Black.

Filmado em Los Angeles entre 24 de fevereiro e 3 de maio de 2004, o filme estreou no Cannes Film Festival em 14 de maio de 2005, e foi lançado nos Estados Unidos em 21 de outubro de 2005. Recebeu críticas positivas dos críticos e arrecadou US $ 15 milhões em todo o mundo.

## Sinopse
Ao fugir da polícia Harry Lockhart (Robert Downey Jr.), um ladrão fracassado, invade um teste para atores e acaba sendo enviado para Hollywood para trabalhar. Lá ele participa de um "laboratório" com um detetive particular para um papel e se vê em meio a uma complicada trama que envolve um assassinato. É quando Lockhart acaba se relacionando com uma antiga paixão dos tempos de escola.

## Elenco
- Robert Downey Jr. .... Harry Lockhart
- Val Kilmer .... Gay Perry
- Michelle Monaghan .... Harmony Faith Lane
- Corbin Bernsen .... Harlan Dexter
- Dash Mihok .... Sr. Frying Pan
- Larry Miller .... Dabney Shaw
- Rockmond Dunbar .... Sr. Fire
- Angela Lindvall .... Flicka
- Indio Falconer Downey .... Harry Lockhart - 9 anos
- Ariel Winter .... Harmony Faith Lane - 7 anos

## Principais prêmios e indicações
Prêmio Saturno 2006
- Indicado na categoria de melhor Ator Coadjuvante,Val Kilmer
- Indicado na categoria de melhor atriz coadjuvante, Michelle Monaghan

Satellite Awards2005
- Indicado na categoria de melhor Ator coadjuvante, Val Kilmer
- Michelle Monaghan Indicada por performance marcante